# Montipora foliosa
Espèce
Statut de conservation UICN

 NT  : Quasi menacé
Statut CITES
Montipora foliosa est une espèce de cnidaires appartenant à la famille des Acroporidés.